# Bulbophyllum rubrum
Bulbophyllum rubrum là một loài phong lan thuộc chi Bulbophyllum.